# کاشوار
کاشوار (به صربی: Kaševar) یک منطقهٔ مسکونی در صربستان است که در بلاتسه واقع شده‌است. کاشوار ۳۳۶ نفر جمعیت دارد.